# Wiedemannia bravonae
Wiedemannia bravonae är en tvåvingeart som beskrevs av Pusch 1996. Wiedemannia bravonae ingår i släktet Wiedemannia och familjen dansflugor. Inga underarter finns listade i Catalogue of Life.